# Aridaria
Genre
Aridaria N.E.Br. est un genre de plantes de la famille des Aizoaceae.
Aridaria N.E.Br., in Gard. Chron., ser. 3. 78: 433 (1925), in clave
Type : Aridaria noctiflora (L.) N.E.Br. (Mesembryanthemum noctiflorum L.) ; Lectotypus.

## Liste des espèces
- Aridaria abbreviata L.Bolus
- Aridaria acuminata Schwantes
- Aridaria albertensis L.Bolus
- Aridaria albicaulis N.E.Br.
- Aridaria anguinea L.Bolus
- Aridaria arcuata L.Bolus
- Aridaria arenicola L.Bolus
- Aridaria aurea L.Bolus
- Aridaria ausana Dinter & Schwantes
- Aridaria barkerae L.Bolus
- Aridaria beaufortensis L.Bolus
- Aridaria bijliae N.E.Br.
- Aridaria blanda L.Bolus
- Aridaria brevicarpa L.Bolus
- Aridaria brevifolia L.Bolus
- Aridaria brevisepala L.Bolus
- Aridaria calycina L.Bolus
- Aridaria canaliculata (Haw.) Friedrich
- Aridaria caudata L.Bolus
- Aridaria celans L.Bolus
- Aridaria compacta L.Bolus
- Aridaria congesta L.Bolus
- Aridaria constricta L.Bolus
- Aridaria debilis L.Bolus
- Aridaria decidua L.Bolus
- Aridaria decurvata L.Bolus
- Aridaria defoliata Schwantes
- Aridaria dejagerae L.Bolus
- Aridaria dela L.Bolus
- Aridaria dinteri L.Bolus
- Aridaria dyeri L.Bolus
- Aridaria ebracteata N.E.Br.
- Aridaria elongata L.Bolus
- Aridaria englishiae N.E.Br.
- Aridaria esterhuyseniae L.Bolus
- Aridaria fastigiata Schwantes
- Aridaria flexuosa Schwantes
- Aridaria floribunda L.Bolus
- Aridaria fourcadei L.Bolus
- Aridaria fragilis (N.E.Br.) Friedrich
- Aridaria framesii L.Bolus
- Aridaria fulva Schwantes
- Aridaria geniculiflora N.E.Br.
- Aridaria gibbosa L.Bolus
- Aridaria glandulifera L.Bolus
- Aridaria globosa L.Bolus
- Aridaria godmaniae L.Bolus
- Aridaria gracilis L.Bolus
- Aridaria gratiae L.Bolus
- Aridaria grossa (Sol.) Friedrich
- Aridaria herbertii (R.Br.) Friedrich
- Aridaria hesperantha N.E.Br.
- Aridaria horizontalis Schwantes
- Aridaria inaequalis L.Bolus
- Aridaria intricata L.Bolus
- Aridaria klaverensis L.Bolus
- Aridaria latipetala L.Bolus
- Aridaria laxa L.Bolus
- Aridaria laxipetala L.Bolus
- Aridaria leipoldtii L.Bolus
- Aridaria leptopetala L.Bolus
- Aridaria lignea L.Bolus
- Aridaria littlewoodii L.Bolus
- Aridaria longisepala L.Bolus
- Aridaria longispinula L.
- Aridaria longistyla Schwantes
- Aridaria longituba L.Bolus
- Aridaria luteo-alba L.Bolus
- Aridaria macrosiphon L.Bolus
- Aridaria meridiana L.Bolus
- Aridaria meyeri L.Bolus
- Aridaria muirii N.E.Br.
- Aridaria multiseriata L.Bolus
- Aridaria mutans L.Bolus
- Aridaria nevillei L.Bolus
- Aridaria nitida N.E.Br.
- Aridaria noctiflora Schwantes
- Aridaria notha N.E.Br.
- Aridaria obtusa L.Bolus
- Aridaria oculata L.Bolus
- Aridaria odorata (L.Bolus) Schwantes
- Aridaria oubergensis L.Bolus
- Aridaria ovalis L.Bolus
- Aridaria paucandra L.Bolus
- Aridaria peersii L.Bolus
- Aridaria pentagona L.Bolus
- Aridaria pillansii L.Bolus
- Aridaria platysepala L.Bolus
- Aridaria plenifolia (N.E.Br.) Stearn
- Aridaria pomonae L.Bolus
- Aridaria prasina L.Bolus
- Aridaria primulina L.Bolus
- Aridaria pumila L.Bolus
- Aridaria quartzitica L.Bolus
- Aridaria quaterna L.Bolus
- Aridaria rabiei L.Bolus
- Aridaria rabiesbergensis L.Bolus
- Aridaria radicans L.Bolus
- Aridaria rangei (N.E.Br.) Friedrich
- Aridaria recurva L.Bolus
- Aridaria reflexa N.E.Br.
- Aridaria resurgens L.Bolus
- Aridaria rhodandra L.Bolus
- Aridaria rigida N.E.Br.
- Aridaria rosea L.Bolus
- Aridaria saturata L.Bolus
- Aridaria scintillans (Dinter) Friedrich
- Aridaria serotina L.Bolus
- Aridaria spinulifera N.E.Br.
- Aridaria splendens Schwantes
- Aridaria straminea Schwantes
- Aridaria straminicolor L.Bolus
- Aridaria striata L.Bolus
- Aridaria stricta L.Bolus
- Aridaria subaequans L.Bolus
- Aridaria subpatens L.Bolus
- Aridaria subpetiolata L.Bolus
- Aridaria subtruncata L.Bolus
- Aridaria suffusa L.Bolus
- Aridaria sulcata Schwantes
- Aridaria tenuifolia L.Bolus
- Aridaria tetragona L.Bolus
- Aridaria tetramera L.Bolus
- Aridaria trichosantha N.E.Br.
- Aridaria trichotoma L.Bolus
- Aridaria umbelliflora Schwantes
- Aridaria varians L.Bolus
- Aridaria vernalis L.Bolus
- Aridaria vespertina L.Bolus
- Aridaria viridiflora L.Bolus
- Aridaria watermeyeri L.Bolus